# نایتو نوبوآتسو
نایتو نوبوآتسو (به ژاپنی: 内藤 信敦 Naitō Nobuatsu); ۳۱ اکتبر ۱۷۷۷ – ۲۳ مهٔ ۱۸۲۵) سامورایی و دایمیو اهل ژاپن بود.